# Peći (Ključ)
Pour les articles homonymes, voir Peći.
Peći (en serbe cyrillique : Пећи) est un village de Bosnie-Herzégovine. Il est situé dans la municipalité de Ključ, dans le canton d'Una-Sana et dans la fédération de Bosnie-et-Herzégovine. Selon les premiers résultats du recensement bosnien de 2013, il ne compte plus aucun habitant.

## Démographie

### Évolution historique de la population
| 1948 | 1953 | 1961 | 1971 | 1981 | 1991 | 2013 |
| ---- | ---- | ---- | ---- | ---- | ---- | ---- |
| -    | -    | 550  | 491  | 432  | 292  | 0    |

|  |

### Répartition de la population par nationalités (1991)
En 1991, les 292 habitants du village étaient tous serbes.

### Communauté locale
En 1991, la communauté locale de Peći comptait 3 118 habitants, répartis de la manière suivante :